# Face-On-Galaxie
Eine Spiralgalaxie wird als face on (engl.) bezeichnet, wenn ihre Schräglage (Inklination) gering ist (im Extremfall 0°) und sie deshalb „in Aufsicht“ gesehen wird. Bei Face-On-Galaxien sind die Scheibe mit den Spiralarmen und der zentrale Bereich (Bulge) gut sichtbar. Für Amateurastronomen allerdings ist eine Beobachtung aufgrund der geringen Flächenhelligkeit schwierig. Das Gegenteil von Face-On-Galaxien sind Edge-On-Galaxien, welche von der Seite gesehen werden.

Beispiele für Face-On-Galaxien
Whirlpool-Galaxie
Messier 101
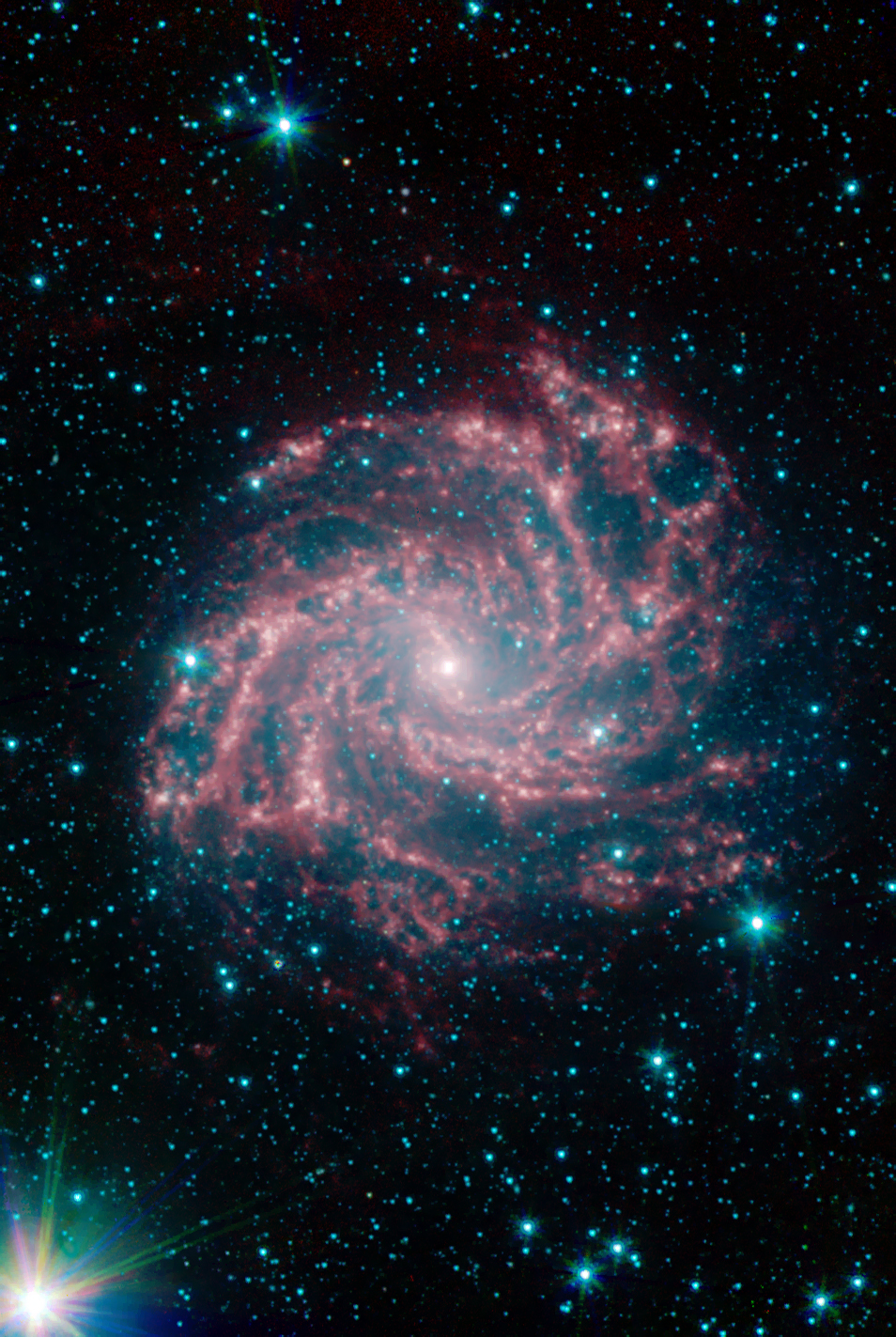
NGC 6946
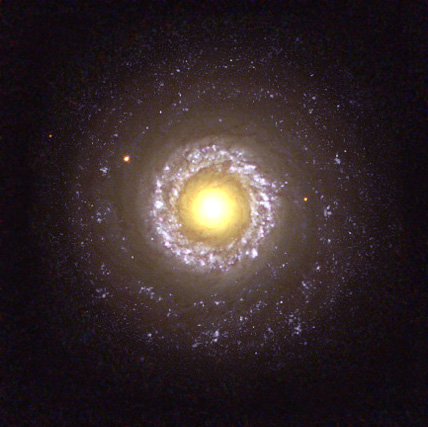
NGC 7742